# Eric Decker
Eric Thomas Decker (Cold Spring, 15 marzo 1987) è un ex giocatore di football americano statunitense che ha militato nel ruolo di wide receiver nella National Football League (NFL). Fu scelto nel corso del terzo giro (87º assoluto) del Draft NFL 2010 dai Denver Broncos, con i quali giocò per tre stagioni. Durante la sua carriera professionistica giocò anche per i New York Jets, per i Tennessee Titans e per i New England Patriots. Al college ha giocò a football all’Università del Minnesota.

## Carriera professionistica

### Denver Broncos

#### Stagione 2010
Decker fu scelto dai Denver Broncos nel terzo giro del Draft 2010. Il 27 luglio 2010 firmò un contratto quadriennale. Anche se guidò tutti i rookie della NFL nella pre-stagione, non giocò che sporadicamente quell'anno, dando il suo contributo come membro degli special team. Verso la fine della stagione, i Broncos fecero giocare più spesso Decker dopo l'infortunio dell'altro rookie Demaryius Thomas. La sua prima annata terminò con 6 ricezioni per 106 yard e un touchdown su un passaggio di Tim Tebow.

#### Stagione 2011
Il ruolo di Decker nell'attacco di Denver incrementò nella stagione 2011. Nella prima settimana della stagione, un Monday Night Football perso contro gli Oakland Raiders, Decker ritornò un punt nel quarto periodo per 90 yard in touchdown.
La settimana successiva partì per la prima volta in carriera come titolare, ricevendo 5 passaggi per 113 yard e 2 touchdown, il secondo dei quali si rivelò essere quello decisivo per la vittoria dei Broncos sui Cincinnati Bengals. Il 25 settembre contro i Tennessee Titans, Decker stabilì un nuovo primato in carriera con 7 ricezioni per 48 yard. Nel corso delle quattro gare successive, Decker continuò ad essere produttivo, totalizzando 18 ricezioni per 192 yard e 4 touchdown.

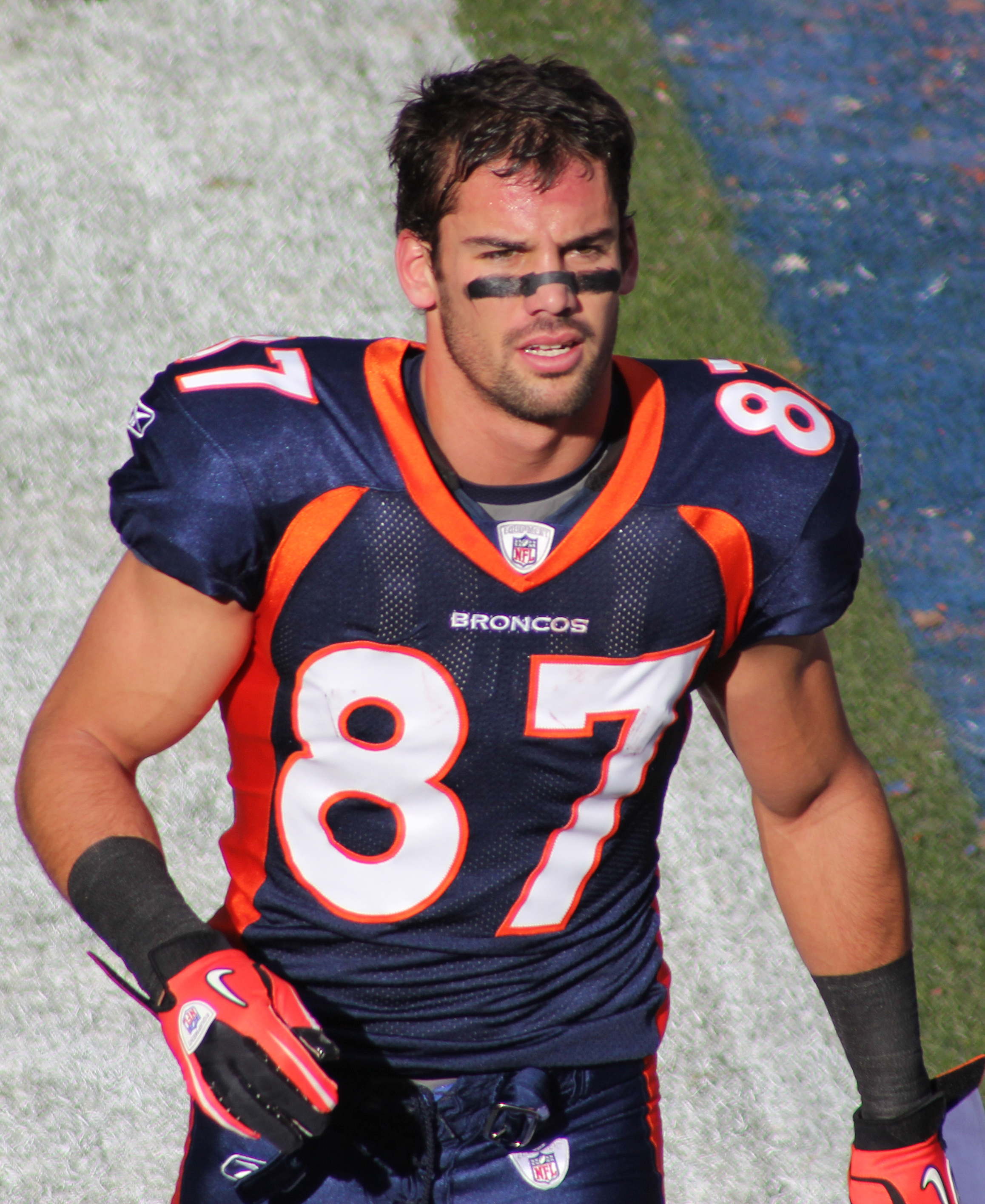
Decker nel 2010 coi Broncos

Il 13 novembre, in trasferta contro i Kansas City Chiefs, Tebow passò a Decker il touchdown della vittoria lungo 56 yard che portò la squadra al secondo posto nella division. Nel primo turno di playoff contro i Pittsburgh Steelers, Decker uscì a causa di un infortunio.

#### Stagione 2012
Con l'arrivo del nuovo quarterback Peyton Manning ai Broncos, Decker esplose nella stagione 2012. Nella settimana 3 contro gli Houston Texans, Eric ricevette 136 yard nella sconfitta di Denver. La settimana successiva contro i Raiders segnò il suo primo touchdown della stagione. Nel corso della stagione disputò 4 partite in cui segnò più di un touchdown: nella settimana 8 contro i New Orleans Saints, nella settimana 9 contro i Bengals e negli ultimi due turni della stagione rispettivamente contro Cleveland Browns e Kansas City Chiefs. Decker terminò la stagione superando per la prima volta le mille yard stagionali in carriera e i suoi tredici touchdown su ricezione furono il secondo miglior risultato della lega per un wide receiver.

#### Stagione 2013
Il primo touchdown della stagione, Decker lo ricevette nella settimana 3 contro gli Oakland Raiders, guidando i Broncos con 8 ricezioni per 133 yard. Nella settimana 7 guidò ancora la sua squadra con 150 yard ricevute e il terzo TD stagionale contro gli Indianapolis Colts, non riuscendo tuttavia ad evitare la prima sconfitta della sua squadra. Nella settimana 13 contro i rivali Chiefs, Decker disputò la miglior gara in carriera stabilendo i propri nuovi primati personali con 174 yard ricevute e 4 touchdown nella importante vittoria in trasferta. Per questa prestazione fu premiato come miglior giocatore offensivo della AFC della settimana. La settimana successiva guidò ancora i Broncos con 117 yard ricevute e l'ottavo touchdown stagionale. Nella settimana 16 contro i Texans, Decker segnò altri due touchdown nel giorno in cui Peyton Manning stabilì il record NFL per il maggior numero di TD passati in una stagione.
Il 19 gennaio 2014, nella finale della AFC, i Broncos batterono i Patriots qualificandosi per il Super Bowl, la prima presenza della franchigia dal 1998, in una gara in cui Decker ricevette 5 passaggi per 73 yard. Nel Super Bowl XLVIII contro i Seattle Seahawks, i Broncos furono superati dagli avversari per 43-8, il Super Bowl col risultato più a senso unico degli ultimi vent'anni. Eric ricevette un solo passaggio per 6 yard.

### New York Jets

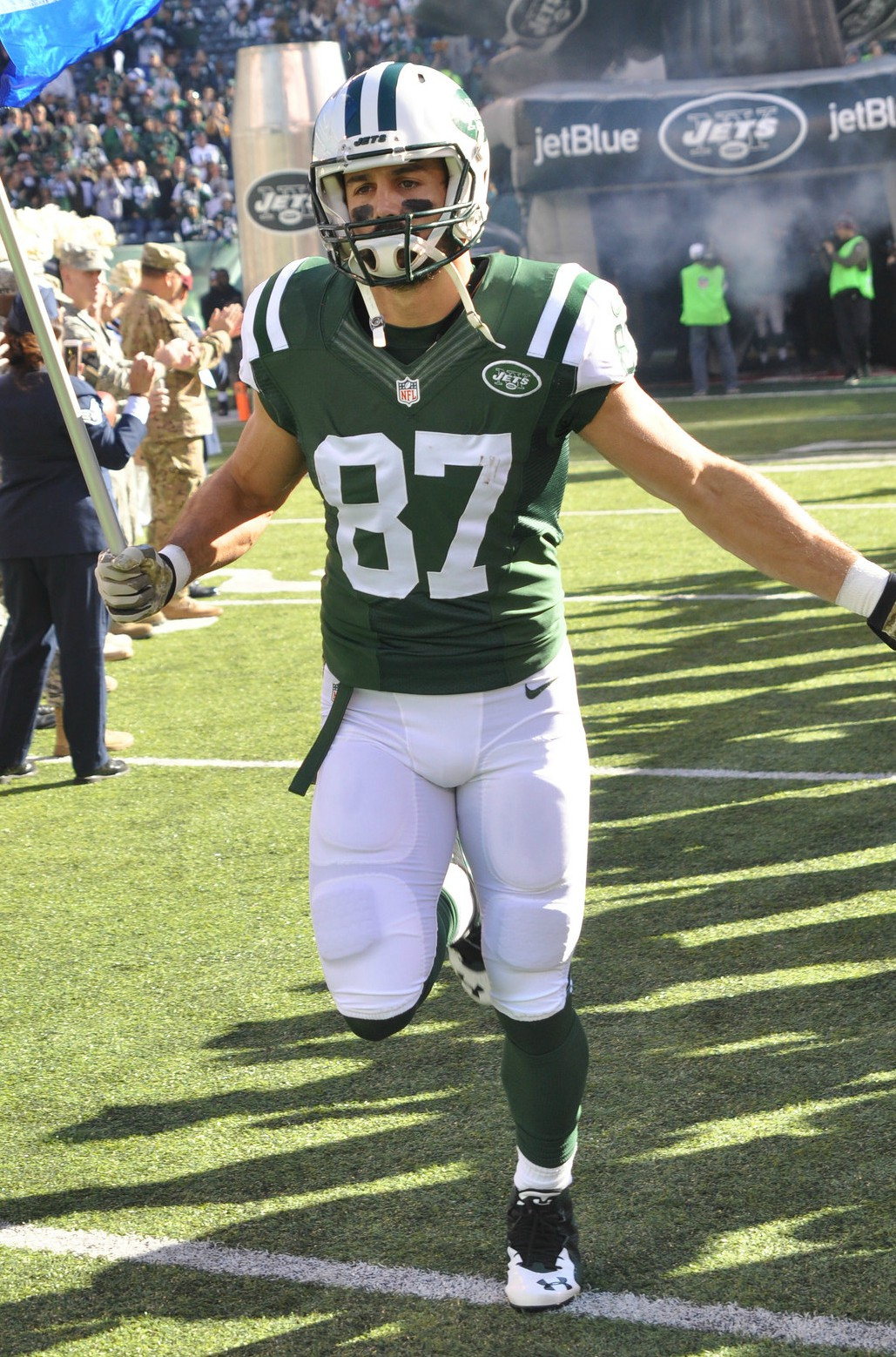
Decker nel 2015

Il 13 marzo 2014, Decker firmò un contratto di cinque anni con i New York Jets del valore di 36,25 milioni di dollari, 15 milioni dei quali garantiti. Nella prima partita con la nuova maglia guidò i suoi con 5 ricezioni per 73 yard nella vittoria sui Raiders. Il primo touchdown lo segnò la domenica successiva ma i Jets persero coi Green Bay Packers. Il secondo lo mise a segno nella settimana 6 contro i suoi ex Broncos, in una gara in cui scese in campo malgrado non fosse al meglio per un infortunio. Nell'ultima partita, vinta in trasferta contro i Dolphins, ricevette da Geno Smith un nuovo record in carriera di 221 yard e la sua quinta marcatura stagionale. La sua stagione si chiuse guidando i Jets con 962 yard ricevute.
Il 2015 di Decker si aprì con un touchdown nella vittoria sui Browns, il primo di una striscia di quattro gare consecutive in cui andò a segno. Nel quindicesimo turno segnò il decimo stagionale e sette giorni dopo fu decisivo quando ricevette dal nuovo quarterback Ryan Fitzpatrick la marcatura decisiva nei supplementari che permise di battere i Patriots e fare un passo avanti verso la qualificazione ai playoff, che tuttavia la squadra non riuscì a raggiungere malgrado un record finale di 10-6. L'annata di Decker si concluse con 1.027 yard ricevute e 12 touchdown.

### Tennessee Titans
Il 18 giugno 2017, Decker firmò un contratto di un anno con i Tennessee Titans. Dopo essere rimasto all'asciutto nella prima metà della stagione, il primo touchdown lo segnò su lancio del quarterback Marcus Mariota nella vittoria del nono turno sui Baltimore Ravens. A fine anno non gli fu rinnovato il contratto.

## Palmarès

### Franchigia
- American Football Conference Championship: 1

Denver Broncos: 2013

### Individuale
- Giocatore offensivo della AFC della settimana: 1

13ª del 2013